# أسماء حولي
أسماء حولي (ولدت في 30 ديسمبر 1976)، هي لاعبة شطرنج جزائرية، فازت ببطولة إفريقيا للشطرنج عام 2001.

## السيرة الذاتية
في عام 2001، فازت ببطولة أفريقيا للشطرنج للسيدات في القاهرة. وفي عام 2003، احتلت المركز الثالث في بطولة أفريقيا للشطرنج للسيدات في أبوجا. وفي عام 2003، لعبت لصالح الجزائر في بطولة الشطرنج ضمن الألعاب الإفريقية وفازت بالميداليات الذهبية للفريق والفردي.
في عقد 2000، شاركت أسماء حولي في بطولة العالم للشطرنج للسيدات بنظام خروج المغلوب:
- في بطولة العالم للشطرنج للسيدات 2000 خسرت في الجولة الأولى أمام راحيل إيدلسون.[5]
- في بطولة العالم للشطرنج للسيدات 2001 خسرت في الجولة الأولى أمام مايا تشيبوردانيدزه.[6]
- في بطولة العالم للشطرنج للسيدات 2004 خسرت في الجولة الأولى أمام سفيتلانا ماتفيفا.[7]

لعبت أسماء حولي لصالح الجزائر في أولمبياد الشطرنج للسيدات:
- في 1992، على اللوحة الثالثة في أولمبياد الشطرنج الثلاثين (سيدات) في مانيلا (+5، =2، -7).
- في 2002، على اللوحة الثانية في أولمبياد الشطرنج الخامس والثلاثين (سيدات) في بليد (+4، =5، -4).

## وصلات خارجية
أسماء حولي على موقع الاتحاد الدولي للشطرنج (الإنجليزية)
- أسماء حولي على موقع مباريات الشطرنج (الإنجليزية)
- أسماء حولي على موقع 365Chess.com (الإنجليزية)
- أسماء حولي على موقع Chesstempo.com (الإنجليزية)
- أسماء حولي سجل أولمبياد الشطرنج للسيدات على موقع OlimpBase.org (الإنجليزية)
- مباريات أسماء حولي في الشطرنج على موقع 365Chess.com